# Il peggio degli Squallor
Il peggio degli Squallor è un album raccolta del gruppo musicale omonimo, pubblicato su vinile a 33 giri nel 1978 e su CD nel 1997.

## Tracce
Lato A
1. 38 luglio – 4:00
2. Ti ho conosciuto in un clubs – 3:27
3. Morire in Porsche – 2:46
4. Sono una donna non sono una santa – 3:15
5. Marcia longa – 7:10

Lato B
1. Vacca – 4:35
2. Quando mai – 3:57
3. Aia – 4:32
4. Abat-Jour [Salomè] – 3:22
5. Gentleman – 3:47